# Аклеа Неон
Аклеа Неон (Осијек, 28. децембар 1990), уметничко је име Доротее Зовко, хрватске музичарке и активисткиње у области екологије.

## Музичка каријера
Одлуку да се у потпуности посвети музици Аклеа Неон донела је 2018. године, када је дала је отказ у дигиталној агенцији и преселила се у Загреб. Музичку каријеру започела је као певачица у осјечком вокалном ансамблу Бревис. Са бендом Бревис Аклеа је пропутовала цео свет. У њеној досадашњој каријери издвајају се наступи у Карнеги холу (Carnegie Hall), а певала је и у америчком Радио Сити Мјузик Холу (Radio City Music Hall). Аклеа се бави и писањем текстова за своје песме.
Дебитантски сингл „Да ми је“ објављен је 21. јануара 2019. у издању Аквариус Рекордса (Aquarius Records). Децембра 2019. Аклеа је најављена као један од 16 учесника Доре 2020, Хрватског националног такмичења за избор представника за Песму Евровизије 2020, са песмом „Зови ју мама“. Наступила је са вокалним ансамблом Бревис, а песма је имала јасну еколошку поруку - скретање пажње на пожаре широм света, позивање на акцију и освешћивање јединства човека са планетом Земљом. У финалу, одржаном 29. фебруара 2020 освојила је седмо место према телефонским гласовима публике и четврто према гласовима жирија, што јој је, са освојена 23 бода, омогућило пласман на четврто место . Године 2020. номинована је за три Rock&Off награде. Током 2020. године објавила је још два сингла, „Риба у кади“ и „Шика Шика“, са свог предстојећег дебитантског студијског албума. На додели Music Pub Awards Хрватске радиотелевизије, 19. јануара 2021. године, Аклеа Неон проглашена је победницом у категорији Кантаутор године. Захваљујући гласовним и плесачким способностима, јединственој појави и наступу, критичари и публика су је приметили од првог изласка на сцену.  Аклеине плесне способности јавност је могла да види током њеног наступа у хрватском Суперталенту 2009. године.

## Дискографија

### Синглови
- Пола пута (2019)
- Да ми је (2019)
- What I Want (2019)
- Зови ју мама[а] (2020)
- Риба из каде (2020)
- Shika Shika (2020)

## Награде и номинације
| Године | Удружење                | Категорија                  | Резултат   |
| ------ | ----------------------- | --------------------------- | ---------- |
| 2020   | Rock&Off Awards награде | Најбољи нови уметник        | номинована |
| 2020   | Rock&Off Awards награде | Најбољи електронски уметник | номинована |
| 2020   | Rock&Off Awards награде | Избор публике               | номинована |
| 2021   | Music Pub награда       | Кантаутор године            | победница  |